# 拿坡里披薩
拿坡里披薩（義大利語：Pizza napoletana）是披薩的一種，源自義大利南部大城那不勒斯。

## 概述
餡料有番茄與莫札瑞拉起司，并会在饼的圆心处放一片罗勒叶。莫札瑞拉起司（義大利語：mozzarella，俗稱水牛起司）是一種源自於義大利南部城市坎帕尼亞和那不勒斯的淡起司。
正宗的拿坡里披薩則會使用聖馬札諾番茄。
拿玻里披薩有兩個比較受歡迎的變種，一種是瑪格麗特披薩（Pizza Margherita），另一種是瑪麗娜披薩（Pizza Marinara）。